# Guerra muisca

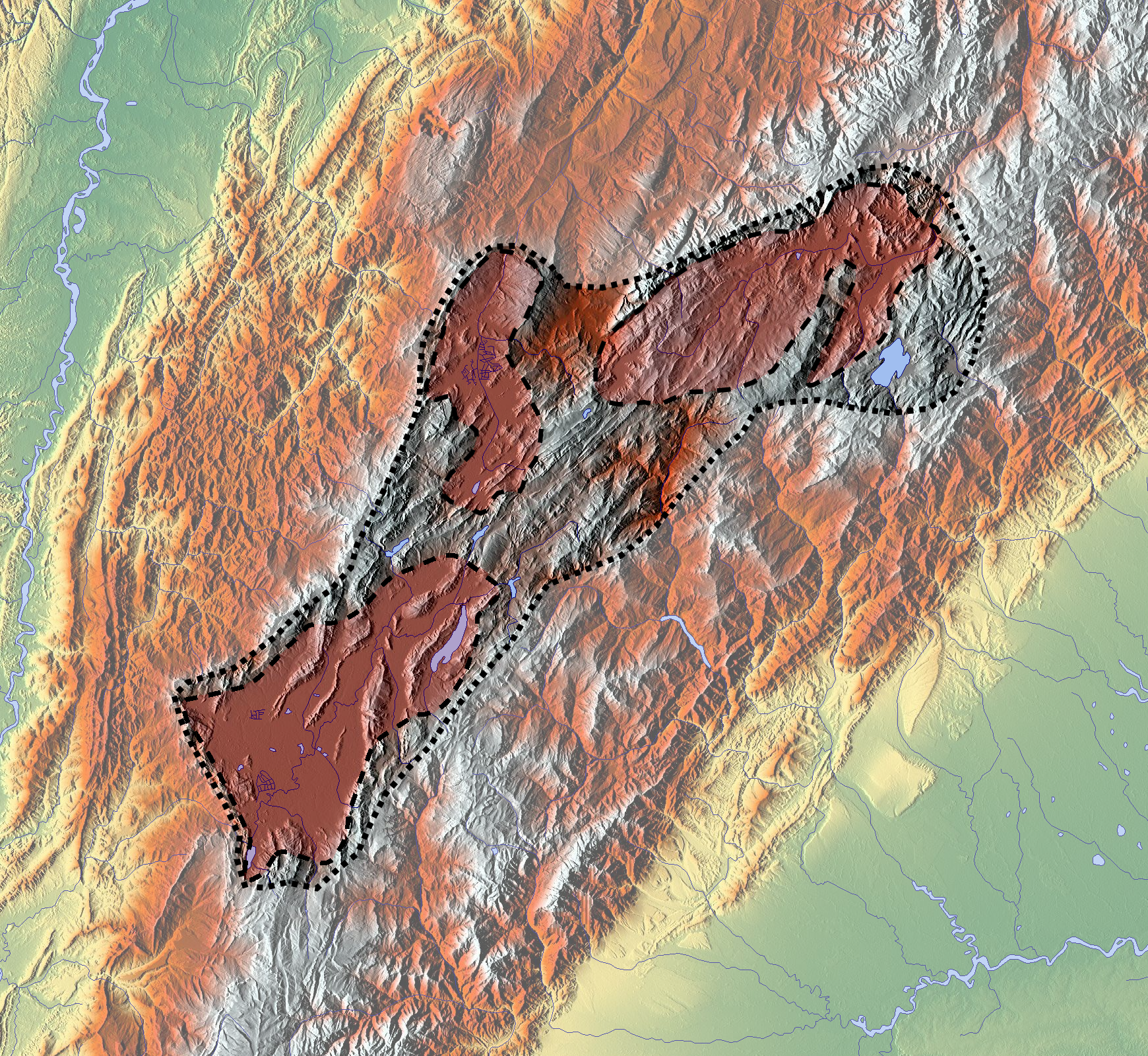
El Altiplano Cundiboyacense, en las profundidades de los Andes colombianos, era la región donde los muiscas establecieron una confederación informal compuesta de pequeños asentamientos. Su población total se estima entre 300,000 y dos millones de personas

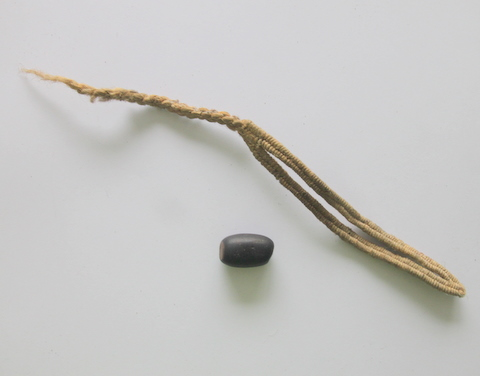
Cabestrillos de algodón tramado con piedras estuvo utilizado por los guecha en batalla

Los muiscas habitaban los valles de Tenza y Ubaque y el Altiplano Cundiboyacense, el altiplano de la cordillera de los Andes en la época anterior a la conquista española. Su sociedad era principalmente igualitaria con poca diferencia entre la élite (caciques) y el pueblo en general. La economía muisca se basaba en la agricultura y el comercio de materias primas como el algodón, la coca, las plumas, los caracoles de mar y el oro con sus vecinos. Llamados "Gente de sal", extrajeron sal de salmueras en Zipaquirá, Nemocón y Tausa para usarla en su cocina y como material comercial.
Siendo en su mayoría comerciantes y granjeros, los muiscas también tenían una estructura de combatientes, llamados guerreros guecha. Entre las partes norte y sur de la Confederación Muisca, se libraron batallas donde el zipa, que gobernaba la sabana de Bogotá en el sur y el zaque de Hunza en el norte disputaba por el control de los terrenos. Los líderes de las comunidades peleaban con sus guerreros. El principal enemigo de los muiscas fueron los panche que habitaban la zona al oeste del Altiplano en las colinas que conducen al río Magdalena. Las fortificaciones de los guerreros guecha, una clase privilegiada en su sociedad, se construyeron en la región fronteriza con el Panche. Los guerreros guecha estaban armados con cerbatanas, lanzas, palos y hondas y se defendieron con escudos largos y gruesos mantos de algodón de varias capas. Las batallas en la historia de los muiscas se describen alrededor de Chocontá (~ 1490) y Pasca alrededor de 1470. Cuando los conquistadores españoles ingresaron a la Confederación Muisca en marzo de 1537 después de una larga, letal y mortífera expedición desde Santa Marta en la costa caribeña, encontraron poco resistencia de los Muisca, excepto en las batallas posteriores contra el Tundama que gobierna el área más al norte alrededor de Duitama. Los españoles que ya habían conquistado a los muiscas y fundado Bogotá, utilizaron a los guerreros guecha para enviar el Panche en la batalla de Tocarema el 20 de agosto de 1538. 
El conocimiento sobre la guerra Muisca ha sido proporcionado por los conquistadores que hicieron primer contacto con los Muisca; Gonzalo Jiménez de Quesada, su hermano Hernán, Juan de San Martín y Antonio de Lebrija. Los eruditos posteriores fueron Juan de Castellanos, Pedro Simón y Lucas Fernández de Piedrahíta.
La investigación antropológica moderna ha revisado algunos de los relatos de los primeros cronistas sobre el estado bélico de los muiscas, que incluso fueron considerados por los conquistadores como más traficantes y negociadores que combatientes.

## De fondo
En las épocas anteriores a la conquista española de los muiscas, las altas llanuras centrales de las cordilleras orientales de los Andes colombianos estaban habitadas por los muiscas. Establecieron una sociedad más bien igualitaria de pequeños asentamientos diseminados por los valles y llanuras de las montañas, basados principalmente en la agricultura, el comercio y la extracción de sal, lo que les dio el nombre de "La Gente de Sal". El altiplano Cundiboyacense y los valles vecinos de Ubaque y Tenza al este, el poblado estaba muy aislado de la costa de la posterior Colombia, pero a través de rutas comerciales y muchos mercados mantenidos frecuentemente, estaban conectados con sus grupos indígenas vecinos; al oeste y al noroeste los pueblos Panche, Muzo y Yarigui, al norte los Guane, Lache y U'wa, en la parte oriental hacia las vastas llanuras de los Llanos Orientales los pueblos Achagua, Guayupe y Tegua y al sur en el montañas de Sumapaz el Sutagao.
Los muiscas hablaban chibcha, o en su propio idioma llamado Muysccubun; "lenguaje del pueblo", y comerciaron con sus vecinos productos crudos para establecer una economía autosuficiente donde se intercambiaban excedentes por algodón, oro, esmeraldas, plumas, cera de abeja (para la fina orfebrería de sus piezas de tunjo ofrecen) y frutas tropicales no crece en las llanuras altas. La gente era muy religiosa y honró a sus dos deidades principales Sué, el Sol y Chía, su esposa; la Luna en sus templos Sol y Luna en Sugamuxi y Chía respectivamente. Cada pequeño asentamiento de un máximo de 100 bohíos estaba encabezado por un cacique y las principales ciudades de Bacatá y Hunza estaban gobernadas por zipa y zaque. La Ciudad Sagrada del Sol Sugamuxi fue gobernada por un sacerdote, llamado iraca y el área más al norte encabezada por el Tundama en las colinas alrededor del antiguo lago de Duitama.
El ritual de iniciación de la nueva zipa tuvo lugar en su sagrado lago Guatavita, donde se cubriría con polvo de oro y saltaría de una balsa en las aguas del lago circular a 3.000 metros de altura, un ritual representado en el famoso balsa Muisca. Fue este "Hombre de Oro" lo que formó la base del mito de El Dorado, conocido muy lejos de la Confederación Muisca, como se llamaba a su colección suelta de gobernantes. Esta leyenda formó el objetivo principal de la conquista española que llevó a los conquistadores más de un año a los Andes, desde Santa Marta, donde partieron a principios de abril de 1536.

## Descripción

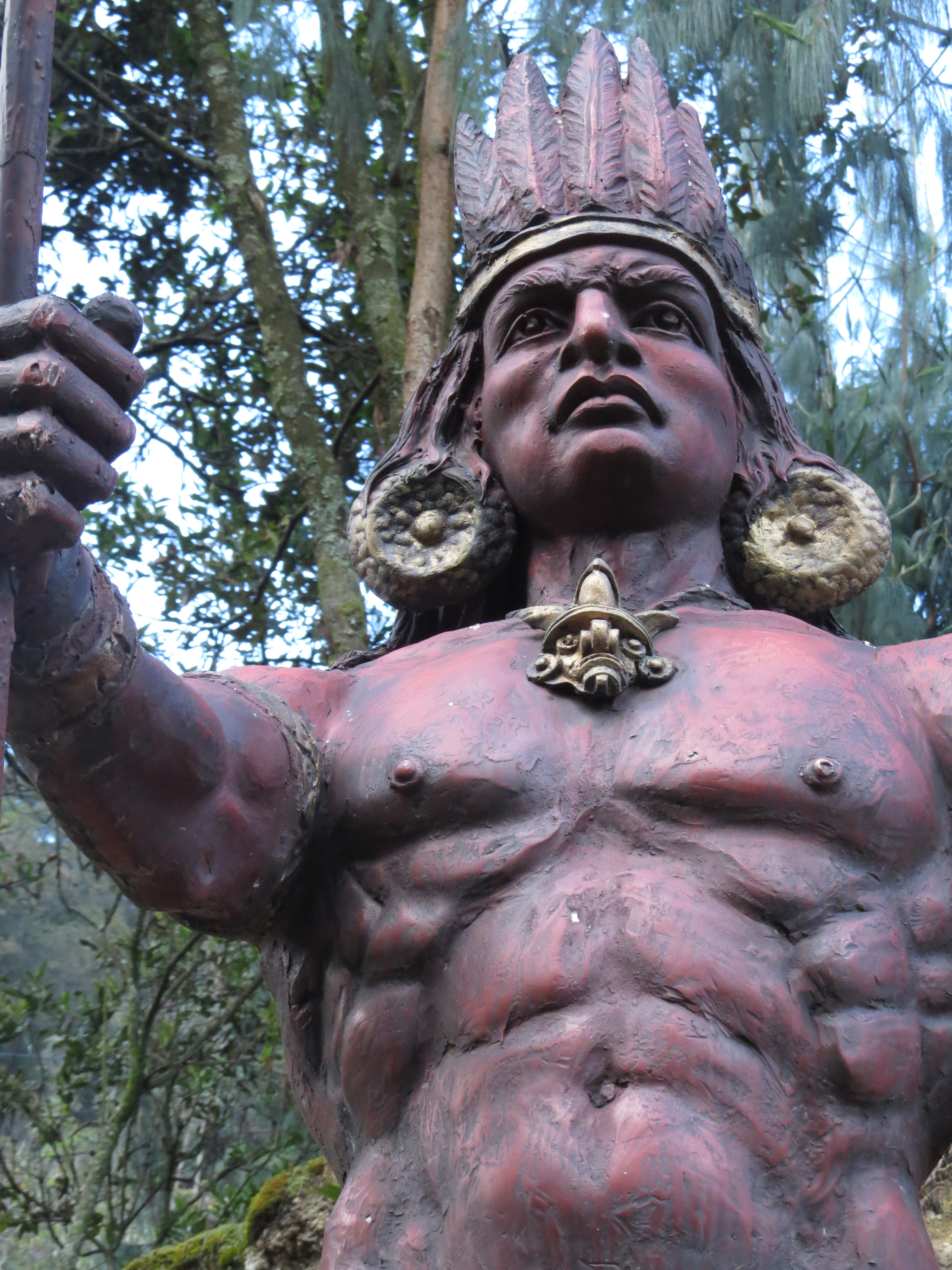
Aparte de la gente en general, a los guerreros guecha se les permitía usar coronas de plumas y joyas de oro

Aunque las primeras descripciones de los cronistas españoles narran sobre la guerra, la revisión posterior de creencias anteriores ha revelado que los muiscas eran más una comunidad de comerciantes que guerreros. Aun así, todos los investigadores están de acuerdo en que el pueblo muisca tenía clases especiales en su sociedad reservadas para sus guerreros y que las batallas se libraban principalmente defendiendo su terreno contra el Panche en el oeste y suroeste y entre ellos; las batallas entre zipa y zaque. La palabra chibcha para "guerra" o "enemigo" es saba.

### Guerreros Guecha
Para la etimología de la palabra güecha se han presentado varias hipótesis. Según Pedro Simón, guecha significaba "valiente", mientras que Ezequiel Uricoechea señala su derivación de zuecha, que significa "tío"; "hermano de la madre". El linaje del patrimonio en la sociedad Muisca era materno. Uricoechea describió el término como una combinación de gue- ("pueblo") y cha, que significa "hombre" o "varón"; "hombre de la aldea". El nombre guecha ha sido cambiado en el español colombiano moderno como guache, que significa "incivilizado", "bruto".
Los guerreros guecha disfrutaban de privilegios especiales y eran considerados una clase superior de la sociedad. Se clasificaron por debajo de los sacerdotes, pero por encima de la gente en general Tanto Pedro Simón como Lucas Fernández de Piedrahíta describen a los guerreros guecha como hombres fuertes y valientes, reclutados entre la gente de las diversas aldeas de la Confederación Muisca. Pasaron años de entrenamiento en combate antes de ser asignados como guerrero guecha. Su apariencia era diferente de las otras personas, de las cuales los hombres tenían cabello largo. Para ser más eficientes y seguros en la batalla, los guerreros guecha se cortan el pelo. Mientras que la joyería no era común entre la gente en general, y después de la instalación del Código de Nemequene incluso prohibida, los guerreros guecha usaban joyas como piezas de nariz de oro o tumbaga, pectorales, pendientes y coronas con plumas de colores. La cantidad de pendientes indicaría el número de los enemigos batidos. La cantidad de pendientes indicaría la cantidad de enemigos derrotados. Sus cuerpos fueron pintados con tintas del árbol Genipa americana.

### Armas y defensa
Para sus batallas y para la caza, los guerreros usaban palos, dardos envenenados, lanzas y hondas, similares al atlatl de Mesoamérica.. Los arcos y las flechas no fueron producidos por los propios muiscas, sino que fueron tomados de esclavos de Panche conquistados.. Para defenderse de las flechas envenenadas que utilizaba el Panche, los guerreros guecha se cubrían con múltiples capas de mantos de algodón. Para protegerse, usaban escudos largos.

### Fortificaciones

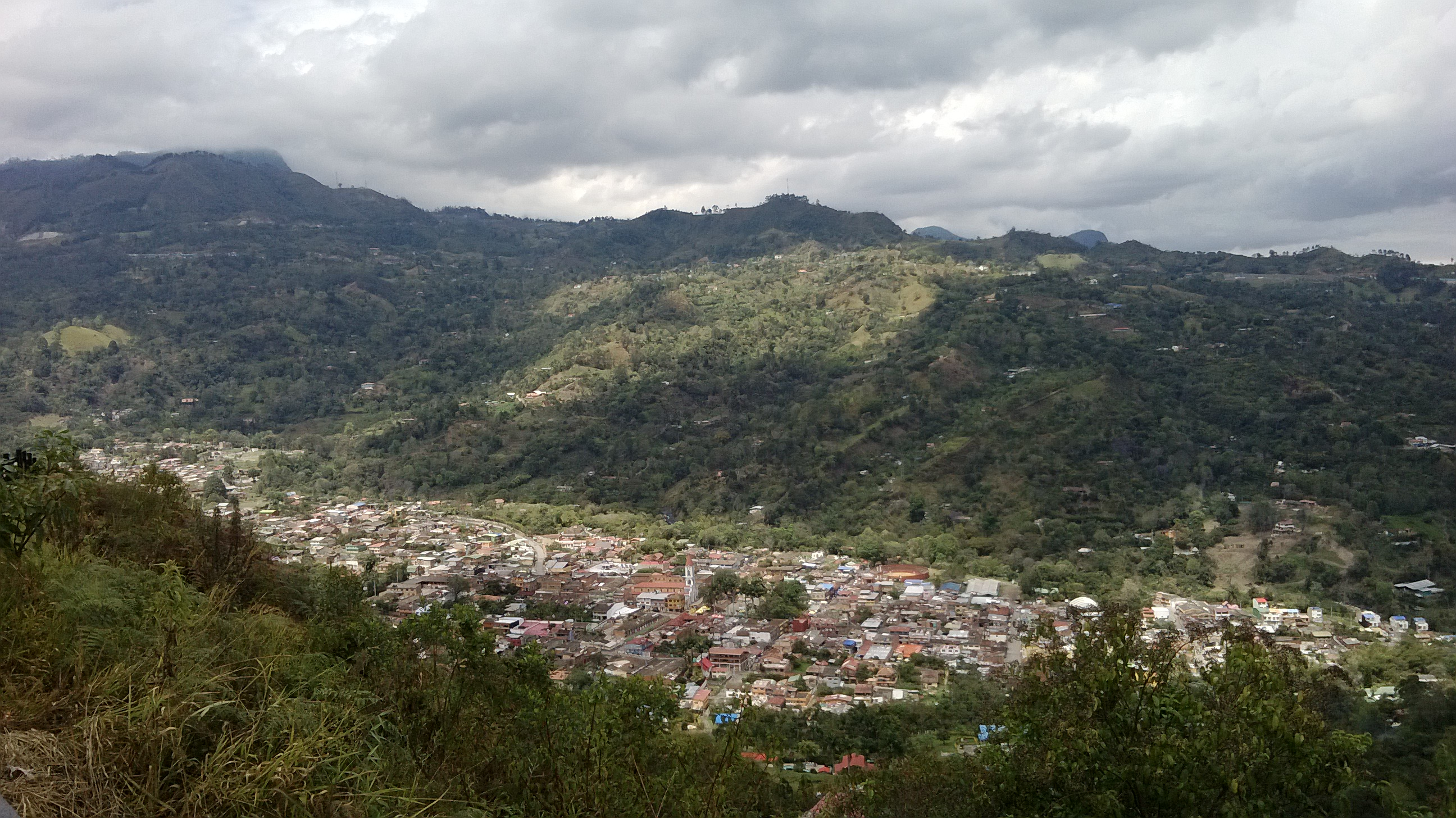
San Francisco, en el tiempo del Muisca llamó Chinga, era una de las ubicaciones donde el guecha los guerreros defendieron la Confederación contra los ataques por el Panche

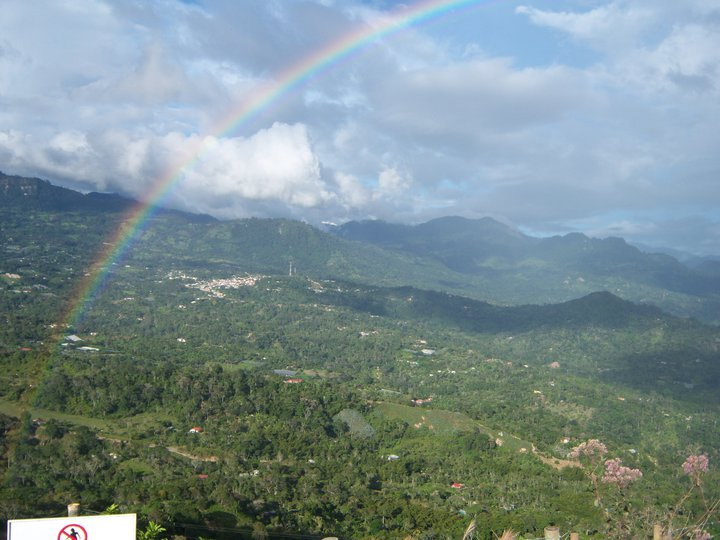
Tocarema, presente-día Cachipay, aquí vigilado por dios de arco iris Cuchavira, era el sitio de la Batalla de Tocarema más agosto 20, 1538 entre una alianza del español con el último Muisca zipa Sagipa y el Panche personas

En las fronteras de los territorios muiscas, los líderes organizaron fortificaciones de guerreros guecha para defender su terreno. Aunque con la presencia de una fortaleza de piedra en Cajicá hay serias dudas de si existió en tiempos anteriores a la conquista, se han descrito fortificaciones alrededor de la Confederación.
| Poblamiento                | Departamento | Vecino(s)          | Altitud (m)centro urbano | Mapa |
| -------------------------- | ------------ | ------------------ | ------------------------ | ---- |
| San Francisco              | Cundinamarca | Panche             | 1520                     |      |
| Anolaima                   | Cundinamarca | Panche             | 1657                     |      |
| San Antonio del Tequendama | Cundinamarca | Panche             | 1540                     |      |
| Tena                       | Cundinamarca | Panche             | 1384                     |      |
| Tibacuy                    | Cundinamarca | Panche, Sutagao    | 1647                     |      |
| Silvania                   | Cundinamarca | Sutagao            | 1470                     |      |
| Fosca                      | Cundinamarca | Guayupe            | 2080                     |      |
| Chocontá                   | Cundinamarca | Entre zipa y zaque | 2655                     |      |
| Turmequé                   | Boyacá       | Entre zipa y zaque | 2389                     |      |

### Batallas

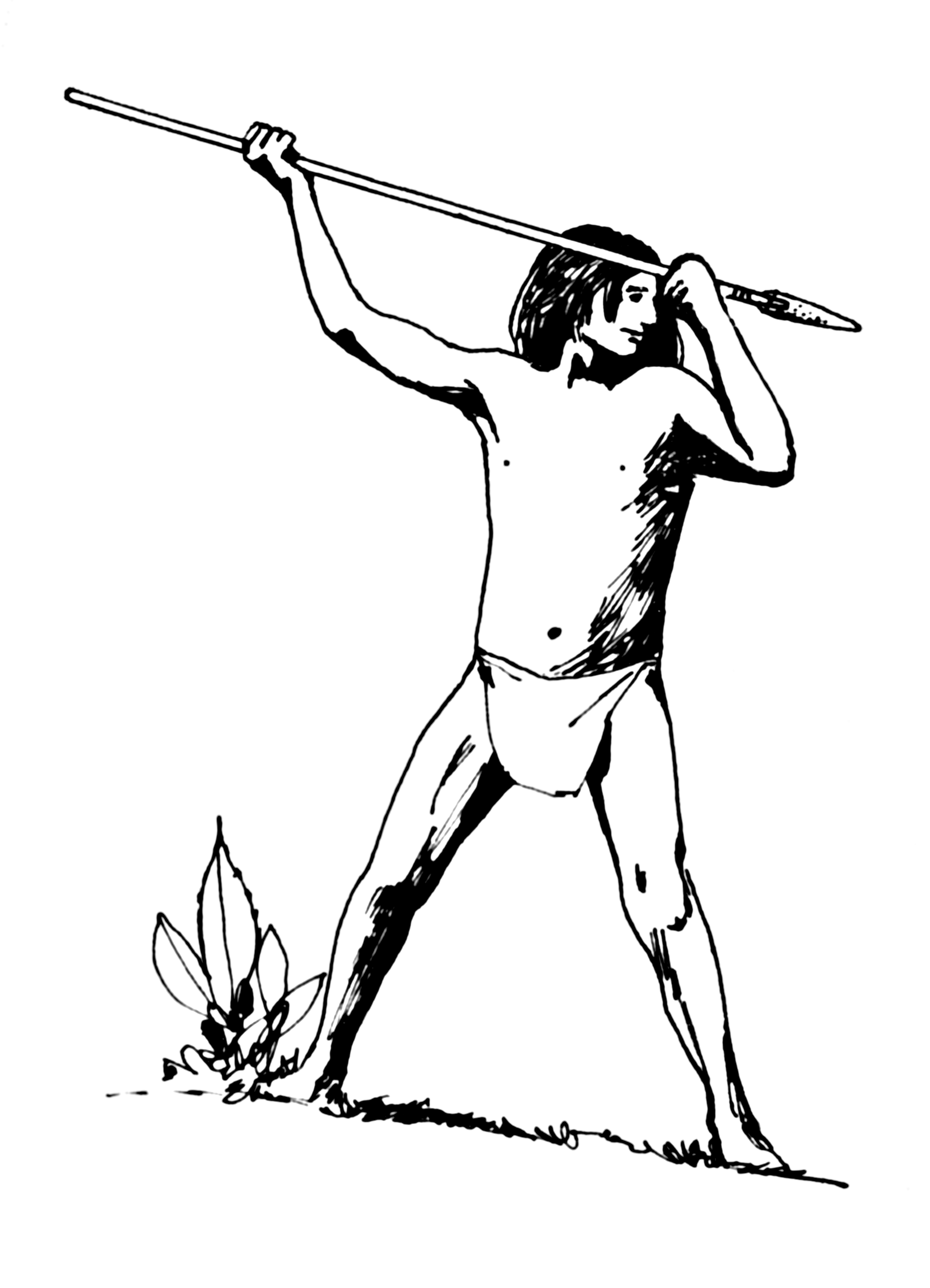
Lanzas utilizadas por los Muisca para la caza, pesca y batalla.

Mientras algunos los becarios más tardíos han descrito el Muisca cuando batallando personas, el conquistadores quién hizo primer contacto con ellos dice una historia diferente. Juan de San Martín, Antonio de Lebrija y dirigente y escritor Gonzalo Jiménez de Quesada ha dicho eran:
"...gente que quiere paz y no guerra, porque aunque son muchos, son de pocas armas y no ofensivas."
Las batallas que se libraron, fueron principalmente contra el Panche al oeste, que los primeros conquistadores describieron como mucho más beligerantes, incluso caníbales. Pedro Simón interpretó su nombre, la palabra panche significa "cruel" y "asesino". Entre las dos partes principales de la Confederación Muisca; el zipa y el zaque se han descrito dos batallas principales, la primera ocurriendo alrededor de 1470 en Pasca. Durante las batallas, los guerreros llevaban las momias de los antepasados en sus espaldas para impresionar a sus enemigos. Las batallas se libraron de acuerdo con el calendario Muisca, un complejo calendario luni-solar que la gente usaba para indicar diferentes tipos de años y meses.

#### Confederación Muisca
Las principales batallas, una entre el Muisca norteño y sur, y, una con los vecinos del sur; el Sutagao, han sido descritas por los cronistas, principalmente De Piedrahíta. La primera batalla fue alrededor del año 1470 en Pasca entre el zipa de Bacatá Saguamanchica, liderando un ejército de alrededor de 30,000 guerreros guecha, y el cacique del Sutagao, resultando en una victoria del primero y la inclusión de la región sur en la Confederación Muisca..
La segunda batalla, unos veinte años más tarde, tuvo lugar alrededor de Chocontá en el norte de la sabana de Bogotá entre el zipa y el zaque. Aquí nuevamente, Saguamanchica derrotó a su enemigo más fuerte Michuá de alrededor de 60,000 guerreros en una pelea de tres horas. Ambos líderes murieron a causa de la sangrienta batalla.

#### Conquista española

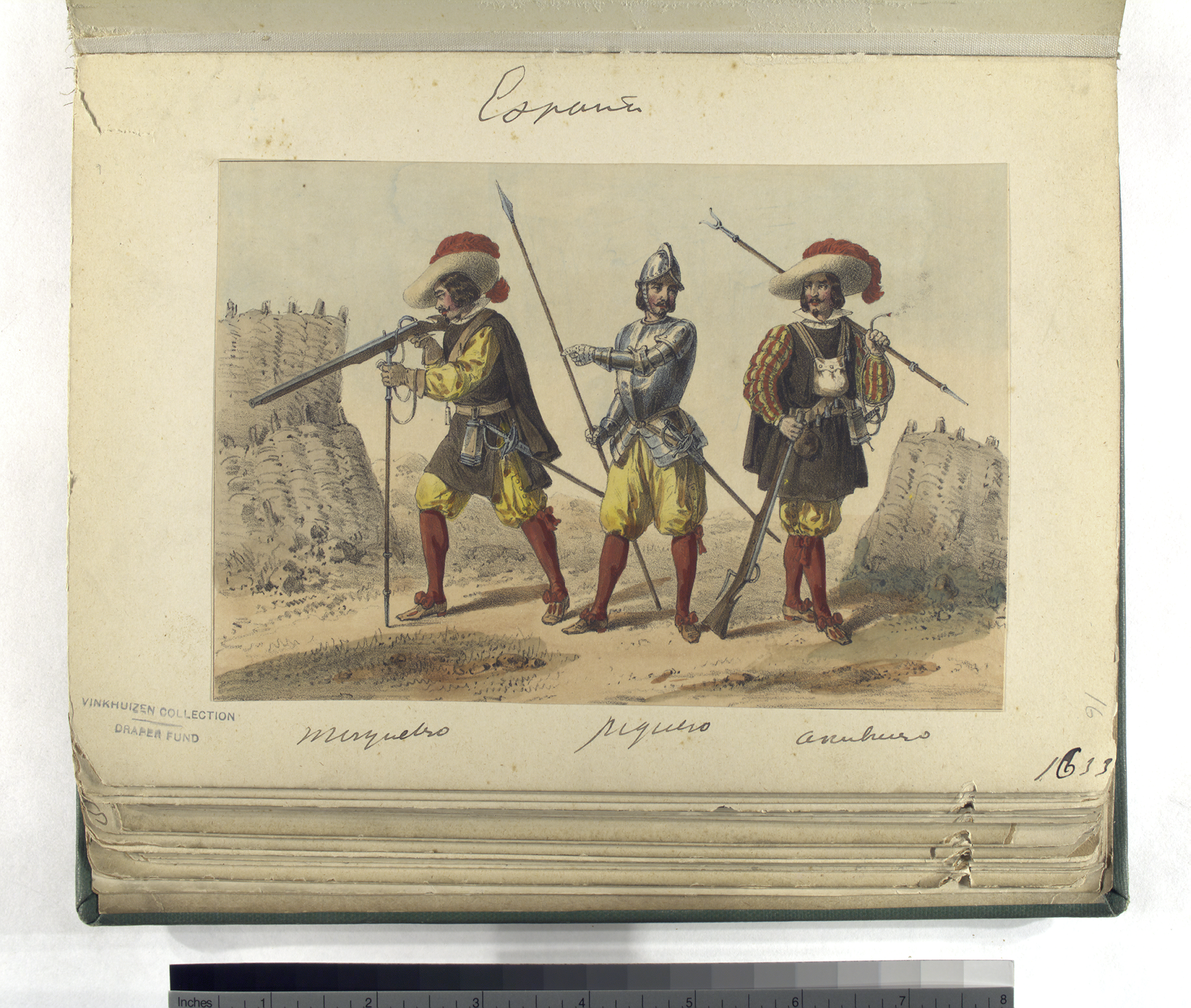
Los "palos de trueno" (armas de fuego) de los conquistadores españoles, asustó a los Muisca y ellos les consideraron sobrenaturales.

Cuando los conquistadores españoles entraron en los terrenos de los muiscas en marzo de 1537, fundaron Chipatá, y encontraron poca resistencia en la parte del norte. Cruzando Boyacá en la parte estrecha, ingresaron a la sabana de Bogotá donde en Nemocón, un importante asentamiento productor de sal, encontraron la primera resistencia. Las narrativas de los conquistadores agotados hablan de los ataques de cientos de guerreros contra las tropas muy reducidas de De Quesada, que los españoles combatieron. La mayoría de las veces, los Muiscas, excelentes negociadores, intentaron dialogar con los invasores españoles para evitar que usaran sus "truenos"; armamento desconocido y temido por los Muiscas. Poco después de la conquista de la Confederación Muisca y la capital del Nuevo Reino de Granada, Santafé de Bogotá fue fundada en agosto de 1538, los conquistadores usaron los conflictos entre los Muiscas y los Panche para aliarse con el Zipa Sagipa y luchar contra los Panche con solo 50 Soldados españoles y 12,000 a 20,000 guerreros guecha en la Batalla de Tocarema el 20 de agosto de 1538.